# Burnham (efternamn)
Burnham är ett efternamn av engelskt ursprung. Urspruget är från flera orter med namnet i England och kommer från en sammansättning av fornengelska burna (bäck, ström) och  ham (hem, bosättning).

## Kända personer
- Andy Burnham (född 1970), engelsk politiker
- Bo Burnham (född 1990), amerikansk komiker, musiker och filmskapare
- Daniel Burnham (1846–1912), amerikansk arkitekt och stadsplanerare
- Forbes Burnham (1923–1985), Guyanesisk politiker och ledare för Guyana
- Frederick Russell Burnham (1861–1947), amerikansk scout och äventyrare
- Henry E. Burnham (1844–1917), amerikansk politiker
- James Burnham (1905–1987), amerikansk politisk teoretiker
- Kevin Burnham (1956–2020), amerikansk sjöman
- Robert Burnham Jr. (1931–1993), amerikansk astronom
- Sherburne Wesley Burnham (1838–1921), amerikansk astronom